# Senopterina mexicana
Senopterina mexicana is een vliegensoort uit de familie van de Platystomatidae. De wetenschappelijke naam van de soort is voor het eerst geldig gepubliceerd in 1843 door Macquart.